# Brestovčina
Brestovčina (szerbül: Брестовчина), falu Gradiška községben, Bosznia-Hercegovinában, Bosanska krajina területén, a Szerb Köztársaságban. 

## Fekvése
Bosznia-Hercegovina északi részén, Banja Lukától légvonalban 39, közúton 44 km-re északra, községközpontjától légvonalban és közúton 2 km-re délkeletre, 90-92 méteres magasságban, a Gradiška városa és Száva-folyó között elterülő síkságon fekszik.

## Népessége
| Nemzetiségi csoport | Népesség 1991 | Népesség 2013 |
| ------------------- | ------------- | ------------- |
| Szerb               | 175           | 1022          |
| Bosnyák             | 4             | 5             |
| Horvát              | 45            | 18            |
| Jugoszláv           | 30            | 2             |
| Egyéb               | 6             | 16            |
| Összesen            | 360           | 1063          |

## Története
A település területe 1878-ig tartozott az Oszmán Birodalomhoz, ekkor a berlini kongresszus határozata alapján az Osztrák-Magyar Monarchia része lett. 1879-ben az első osztrák-magyar népszámlálás során a Berbir községhez tartozó településnek 36 háztartása, 93 ortodox szerb, 96 katolikus horvát és 18 muszlim lakosa volt. 1910-ben a Bosanska Gradiškai járáshoz tartozó településen 50 háztartást, 133 ortodox, 180 római katolikus és 1 muszlim lakost találtak. A monarchia szétesésével 1918-ban előbb a Szerb-Horvát-Szlovén Királyság, majd 1929-től a Jugoszláv Királyság része. 1921-ben a községnek 62 háztartása és 330 lakosa volt. Jugoszlávia megszállása után a település a Független Horvát Állam (NDH) része lett. A második világháborúban a településnek 21 halálos áldozata volt. A falu 1945-től a szocialista Jugoszlávia része volt. A boszniai háború idején a Boszniai Szerb Köztársaság része volt. A daytoni békeszerződést követő területfelosztásnál Bosanska Gradiška község részeként a Szerb Köztársaság területéhez került. 

## Sport
- FK Omladinac Brestovčina labdarúgóklub

## Nevezetességei
- Brestovčina pravoszáv temploma a temetőben áll.